# Yttersttjärnen (Skorpeds socken, Ångermanland)
Yttersttjärnen är en sjö i Örnsköldsviks kommun i Ångermanland och ingår i Ångermanälvens huvudavrinningsområde. Sjön är 9,5 meter djup, har en yta på 0,107 kvadratkilometer och befinner sig 267,9 meter över havet. Sjön avvattnas av vattendraget Brandsbäcken.

## Delavrinningsområde
Yttersttjärnen ingår i det delavrinningsområde (702251-159224) som SMHI kallar för Utloppet av Ytterstjärnen. Medelhöjden är 319 meter över havet och ytan är 6,45 kvadratkilometer. Det finns ett avrinningsområde uppströms, och räknas det in blir den ackumulerade arean 10,04 kvadratkilometer. Brandsbäcken som avvattnar avrinningsområdet har biflödesordning 3, vilket innebär att vattnet flödar genom totalt 3 vattendrag innan det når havet efter 41 kilometer. Avrinningsområdet består mestadels av skog (73 procent). Avrinningsområdet har 0,11 kvadratkilometer vattenytor vilket ger det en sjöprocent på 1,6 procent.